# Abscissie

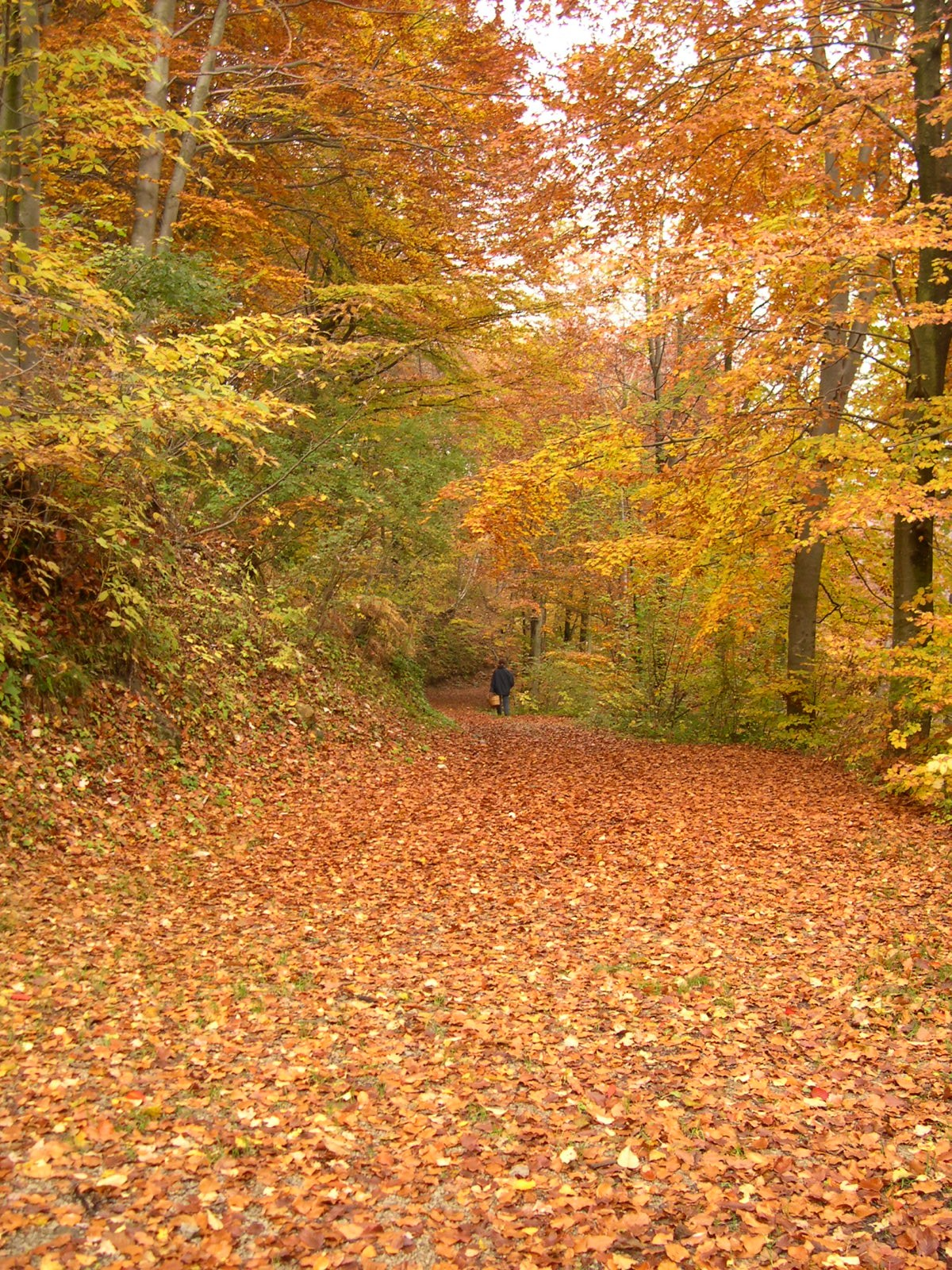
..het afvallen van plantendelen op het einde van het seizoen..

Abscissie betekent in de heelkunde het wegsnijden van ziek weefsel.
In de plantkunde is abscissie het afvallen van plantendelen op het einde van het seizoen. 
Het bekendste verschijnsel hiervan is het afvallen van de bladeren in de herfst, maar ook het afvallen van vruchten of het afstoten van overbodige plantendelen bij de ontwikkeling van de plant. 
In de fruitteelt wordt dikwijls de abscissie vertraagd of tegengegaan door middel van groeistoffen. Maar men kan ook de abscissie versnellen om de fruitpluk te vergemakkelijken, bijvoorbeeld door de toepassing van glyoxime op citrusvruchten.